# 拉克伦·鲍尔
拉克伦·罗斯·鲍尔（英語：Lachlan Ross Power）（1995年8月25日—）是一名澳大利亚的YouTuber，专业游戏玩家和网络红人，主要以制作的《堡垒之夜：空降行动》第一人称视角游戏视频而闻名。他也是lifestyle品牌和电子竞技组织PWR的创始人。
2013年，Power以CraftBattleDuty作为昵称创建了他的YouTube频道，主要投稿《我的世界》、《戰地風雲》和《決勝時刻》的游戏视频。在2017年他开始投稿《堡垒之夜》的视频后，他的频道知名度开始快速增长。2019年1月，他的频道获得了1000万个订阅，成为到达此里程碑的第一个游戏内容创作者。截至2021年4月，他的频道订阅数已超过1400万，播放量超过47亿次，在来自澳大利亚的频道中关注排行第六，播放量排行第五。

## 早年生活
Lachlan Ross Power于1995年8月25日在布里斯班出生，并在Shailer Park长大。他的母亲Lynne是一名银行经理，他的父亲Darren是一名政治家。Power有三个兄弟姊妹。

## YouTube职业生涯
Power于2013年3月19日注册了“CraftBattleDuty”YouTube频道。他早期的内容主要是关于《我的世界》，《戰地風雲》和《決勝時刻》的第一人称视角游戏视频；他频道的名字来源于三个游戏名字的组合。2017年，当他开始游玩《堡垒之夜：空降行动》时，他的频道人气大幅增长。
2019年1月，他的频道订阅数达到1000万，成为第一个达到这一里程碑的澳大利亚游戏内容创作者。2019年10月，在《堡垒之夜》的季末直播活动“The End”中，Power在YouTube上的直播观众数最高达到198976人。2019年10月29日，有消息称，Power已与YouTube签署协议，在该平台上独家直播（在此之前他在Twitch直播）。
2020年6月，Power在澳大利亚昆士兰州成立了一个名为PWR的专业《堡垒之夜》电竞队伍，该队伍后来发展成为一个游戏、娱乐和服装品牌。他之前在2018年推出了商品品牌Power by Lachlan。2020年10月，作为《堡垒之夜》皮肤系列的一分子，Eacott收到了他专属的《堡垒之夜》游戏皮肤。

## 慈善事业
2019年1月，Power参加了澳大利亚网球公开赛的慈善Pro–am活动。2019年7月，他与演员利亚姆·麦肯泰尔在堡垒之夜世界杯上搭档，获得第18名，并将奖金2万美元捐给慈善机构。2019年10月，Power向Team Trees（一个承诺每捐赠一美元就种一棵树以反对砍伐森林的筹款项目）捐赠了1.5万美元。2020年1月，Power进行了一次直播，为正在进行的澳大利亚丛林大火救援工作筹集资金，并筹集了34849美元，其中包括直播主Ninja捐赠的3万美元。当月，他与Epic Games合作，为提高人们对红十字国际委员会（ICRC）的认识，首次游玩了《堡垒之夜》新游戏模式“Liferun”，在此模式中玩家可以参与类似ICRC的救生任务。2020年2月，Power与澳大利亚YouTuber Fresh和音乐家Enschway一起获得了Fortnite Summer Smash Pro-am的第二名，奖金30000美元将捐赠给他们选择的慈善机构。

## 电影业
| 年份 | 标题         | 角色     | 注释   | 參     |
| ---- | ------------ | -------- | ------ | ------ |
| 2021 | 《回到内陆》 | 即将宣布 | 配音员 | [ 25 ] |

## 奖项和提名
| 年份 | 奖项               | 分类                            | 结果 | 參     |
| ---- | ------------------ | ------------------------------- | ---- | ------ |
| 2019 | 尼克频道儿童选择奖 | 最喜欢的澳洲人/奇异果内容创作者 | 獲獎 | [ 26 ] |